# Deutsch-Amerikanische Juristen-Vereinigung
Die Deutsch-Amerikanische Juristen-Vereinigung e. V. (DAJV) wurde 1975 von zwölf jungen deutschen und einem US-amerikanischen Juristen in der damaligen Bundeshauptstadt Bonn gegründet.

## Geschichte und Hintergrund
Das Motiv der Gründer, die alle ein Master of Laws-Studium (LL.M.) in den USA erfolgreich abgeschlossen hatten, war es eine binationale Juristen-Vereinigung zu entwickeln, die die Faszination für die USA und deren Rechtssystem an Leben erhält, sowie dem Anliegen, diese Erfahrungen mit anderen Personen zu teilen und so weiteren Generationen von Juristinnen und Juristen die transatlantischen Besonderheiten begreifbar zu machen.

## Mitglieder und Arbeit des Vereins
Der DAJV ist mit 2500 Mitgliedern der größte Verein, der sich der deutsch-amerikanischen Rechtspflege widmet und regelmäßige Vortrags- und Diskussionsveranstaltungen, verschiedene Publikationen, Seminare und Tagungen, ein Thanksgiving Dinner, ein Internship Service für Studenten und Rechtsreferendare sowie ein Mentorenprogramm für Nachwuchsjuristen anbietet.

## Auszeichnung
Im Jahr 2008 wurde die DAJV vom US-amerikanischen Botschafter in Berlin,  William R. Timken, Jr. mit dem „Ambassador’s Certificate of Appreciation“ für ihr Engagement bei der Förderung der Beziehungen zwischen Deutschland und den USA ausgezeichnet.

## Publikationen und Transatlantic Legal Blog (TLB)
Seit 1975 wurde eine Fachzeitung herausgegeben, die zuletzt unter dem Titel Zeitschrift für Deutsches und Amerikanisches Recht (ZDAR) erschien. Seit 2020 ist der Transatlantic Legal Blog (TLB) der der digitale Nachfolger der Druckpublikation und dient dem Austausch zu allen Themen und Entwicklungen, die das transatlantische Verhältnis betreffen. Thomas Pfeiffer ist der Vorsitzende des Beirats und die Redaktion besteht aus Jennifer Bryant, Isabel Cagala, Reinhard von Hennigs, Martin Metz und Karsten Schmid.